# Aminata Diaw Cissé
Aminata Diaw Cissé, née le 24 mai 1959, morte le 14 avril 2017, est une enseignante et une philosophe politique sénégalaise qui a enseigné à l'université Cheikh Anta Diop (UCAD). Influencée par Jean-Jacques Rousseau, elle a écrit sur la citoyenneté, la société civile, la démocratie, le développement, l'ethnicité, le genre, la mondialisation, les droits humains, l'identité, la nationalité et l'État dans le contexte africain et sénégalais, en utilisant une vision politique mais aussi féministe. Diaw a travaillé pour le Conseil pour le développement de la recherche en sciences sociales en Afrique. (CODESRIA), le Centre d'études et de conférences Bellagio de la fondation Rockfeller, la sous-commission nationale de l'UNESCO pour les sciences sociales et humaines, l’association de recherche de l'Afrique de l'Ouest, sous-commission nationale de l'UNESCO pour les sciences sociales et humaines et le centre de recherche philosophique et épistémologique de l'université Cheikh-Anta-Diop. 

## Biographie
Fille d’une femme au foyer et d’un enseignant, Aminata Diaw naît le 24 mai 1959 à Saint-Louis, au Sénégal, l'ancienne capitale du pays, et fréquente les écoles locales. Elle passe son baccalauréat à l'âge de 19 ans en 1977 et quitte le Sénégal pour étudier en France. Elle obtient un diplôme d'études universitaires générales en philosophie, en classe préparatoire à Aix, au lycée Paul Cézanne,. L'année suivante, elle entre au Lycée Masséna à Nice pour y obtenir une licence ès lettres en philosophie et un DEUG 2 avant d'obtenir une maîtrise de l'université de Nice Sophia Antipolis en 1981. Elle travaille ensuite à une thèse de doctorat intitulée : « La théorie des conflits dans la pensée politique de Jean-Jacques Rousseau »,. Elle obtient un doctorat  en 1985.
Après ce parcours de formation, elle revient au Sénégal et rejoint le département de philosophie de la faculté des lettres et des sciences humaines de l'université Cheikh Anta Diop (UCAD). Elle  enseigne à l'université en tant qu'assistante en philosophie politique entre 1986 et 1989,. Elle est l'une des premières femmes sénégalaises à enseigner la philosophie à l'université. En 1988, Diaw écrit Rousseau et la Révolution française : à propos de la théorie de I'État, L'autorité du Souverain ou le pari de la liberté chez Jean-Jacques Rousseau et Du refus du modèle á l'invocation d'autorité : Rousseau et Montaigne deux ans plus tard. En 1990, elle est nommée professeur et enseigne pendant un an à l'école privée de l'Institut supérieur de gestion de Dakar. Deux ans plus tard, elle est l'une des premières lauréates de la première édition du Conseil pour le développement de la recherche en sciences sociales en Afrique (CODESRIA) sur la gouvernance démocratique, un organisme panafricain de recherche universitaire, publiant la monographie Démocratie et logiques identitaires en Afrique au nom de l'institut.
En 1994, Diaw écrit L'invention de la politique en Afrique. Elle a de solides convictions panafricanistes. En 1992, elle épouse le professeur  Mame Thierno Cissé, avec qui elle a deux filles,. Elle publie en 1998 Repenser la société civile. Elle est nommée directrice de l'information, des activités culturelles et sportives de l'UCAD en 1996, est sélectionnée comme boursière au Centre d'études et de conférences Bellagio de la Fondation Rockfeller en Italie en 2001, devient présidente de la sous-commission nationale de l'UNESCO sur les sciences sociales et humaines, et vice-présidente de l'Association de recherche de l'Afrique de l'Ouest en 2002. Elle est également présidente de la Commission des rencontres et des échanges de la Biennale de Dakar en 2004, 2006 et 2008,. Elle est co-auteure de La recherche féministe francophone : langue, identités et défis avec Fatou Sow en 1999, écrit Les intellectuels entre mémoire nationaliste et représentations de la modernité en 2002, Nouveaux contours de l'espace public de Afrique en 2004, édite Women Writing Africa, West Africa and the Sahel avec Esi Sutherland-Addy en 2005, publiée par Feminist Press à New York,,,. Elle est invitée en 2003 par le programme d'études africaines de University of Kansas au Senegalese Women Between Positive Law and Islam, à propos du Code de la famille, en 2003.
Elle participe à la Conférence nationale du Sénégal de 2007 à 2009, défendant avec l'homme politique Penda Mbow le maintien de la laïcité dans la constitution. Elle dirige le Centre de recherche philosophique et épistémologique des études de l'école doctorale (CEREPHE) à partir de juillet 2009,. Elle soutient les droits des femmes en étant secrétaire générale de la Sous-commission nationale des sciences sociales et humaines de l'UNESCO (COSEF), et en étant membre de l'Association des femmes sénégalaises diplômées de l'université et du Réseau des femmes africaines travailleuses. Dans le cadre de son travail avec le COSEF, elle discute de la démocratisation et de la position des femmes au sein de ce mouvement, et du débat sur la parité des sexes avec l'Association des avocats sénégalais. À partir de juin 2010, elle intervient comme chargée de programme senior de la Division de la formation, des subventions et des bourses du CODESRIA, et travaille en collaboration avec UNESCO, ONU Femmes et les commissions nationales de l'UNESCO sur un projet concernant le mouvement des femmes et la violence liée au genre en Gambie, Guinée-Bissau et au Sénégal de 2011 à 2012.
Constamment, elle commente l'actualité sénégalaise et africaine,sur des thèmes comme la citoyenneté, la société civile, la démocratie, le développement, l'ethnicité, le genre, la mondialisation, les droits de l'homme, l'identité, la nationalité et l'État, utilisant les pensées politiques de Rousseau qui l'ont influencées durablement et ses propres intuitions. Elle adopte dans ses analyses un point de vue féministe et philosophique. Dans les différentes fonctions qu'elle remplit, elle dénonce un imaginaire politique trop masculin et l'exclusion des femmes des postes décisionnels. Elle rappelle l'histoire des femmes en Afrique. Elle favorise l'émergence de nouvelles auteures africaines,.
Elle meurt des suites d'une maladie au centre hospitalier national universitaire de Fann, à Dakar, dans la nuit du 14 avril 2017,.